# Жељко Ребрача
Жељко Ребрача (Апатин, 9. април 1972) је бивши југословенски и српски кошаркаш.
У својој каријери је играо за НАП, Партизан, Бенетон Тревизо, Панатинаикос, Детроит пистонсе, Атланта хоксе, Лос Анђелес клиперсе и Памесу. Један је од најбољих европских центара крајем 20. века и почетком 21. века. Тренутно врши функцију председника КК Војводина.

## Каријера

### Клубови
Жељко Ребрача рођен је 9. априла 1972. године у Апатину. По оцу потиче са Баније, а по мајци из Лике. Кошарком је почео да се бави са 15 година у ОКК Апатин, а пре тога је тренирао рукомет. Са непуних 16 година постао је члан новосадског НАП-а. У НАП-у је у то време играо Саша Ђорђевић који је био у Новом Саду на одслужењу војног рока. За његов прелазак у Партизан је заслужан ондашњи тренер Партизана и селектор кадетске репрезентације Југославије Душко Вујошевић који га је позвао у репрезентацију. На Првенству Европе за кадете у Холандији 1990, Ребрача је са екипом освојио пето место. У Партизан је прешао 1991. када је тренер постао Жељко Обрадовић. Сезоне 1991/92. Партизан је постао клупски првак Европе на фајнал-фору у Истанбулу. Са Партизаном осваја четири национална првенства.
Године 1995. прелази у италијански Бенетон из Тревиза са којим осваја првенство Италије 1997, а 1998. игра на фајнал-фору Евролиге и осваја треће место након пораза од солунског ПАОК-а и победе над Партизаном, опет под тренерском палицом Жељка Обрадовића.
Године 1999. је прешао у атински Панатинаикос у којем је играо Дејан Бодирога, а тренирао Жељко Обрадовић. Са Панатинаикосом је освојио првенство Грчке и Евролигу 2000. Те године је проглашен за најбољег играча фајнал-фора, а владе Југославије га именује амбасадором добре воље.
У НБА лигу прелази 2001. и облачи дрес Детроит пистонса. Претходно су га 1994. као 54. пика у другом кругу драфтовали Сијетл суперсоникси, који су касније проследили право на Ребрачу Минесоти тимбервулвсима, а они Торонто репторсима, да би коначно завршио у Пистонсима. Дебитовао је 30. октобра 2001. против Далас маверикса и постигао 6 поена. Године 2002. је учествовао је на ол-стар утакмици, играјући за тим рукија (новајлија) против софмора (играчи који су имали једногодишње искуство у НБА), као најстарији руки у историји ол-стар утакмица. У првој сезони је сломио кост десне шаке, што га је спречило да игра више утакмица. Те сезоне је бележио просечно 6,9 поена по утакмици и постигао рекорд каријере у НБА са 24 поена 10. априла 2002.
У сезони 2003/04. је послан у Атланта хоксе као замена за Рашида Воласа у размени у којој су учествовали Детроит, Атланта и Бостон селтикси.
Дана 13. августа 2004. је прешао у Лос Анђелес клиперсе. У сезони 2005/06. је имао срчане проблеме, због којих је одиграо само 29 утакмица. Клиперси су 6. априла 2007. отпустили Ребрачу, пошто је целу сезону 2006/07. провео на листи повређених због проблема са леђима. Ребрача је 19. јуна 2007. потписао за шпански клуб Памесу. Међутим, бројне повреде које је имао те полу-сезоне су убрзале његову одлуку о повлачењу.

### Репрезентација
За репрезентацију дебитује 1995. и осваја златну медаљу на Европском првенству 1995. у Атини. Следеће године, на Олимпијским играма у Атланти осваја сребрну медаљу.
Са кошаркашком репрезентацијом је освојио злато на Европском првенству 1997. у Барселони и златну медаљу на Светском првенству у Атини. Упркос очекивањима, Ребрача није изабран за најбољег играча светског првенства, већ је та част припала Дејану Бодироги. Међутим, у избору часописа ФИБА Баскетбол је изабран за најбољег играча Европе 1998.
Од репрезентације се опростио на ЕП 2005. у Србији и Црној Гори, пошто је репрезентација СЦГ избачена од Француске у осмини финала.

## Остале активности
Са Владом Дивцем, Жарком Паспаљом, Зораном Савићем, Предрагом Даниловићем, Дејаном Бодирогом и Александром Ђорђевићем, Ребрача је оснивач хуманитарне организације Група 7. Имао је кратко појављивање у филму Љубише Самарџића „Небеска удица“. Од октобра 2023. постао је члан СНС.

## Приватни живот
Његов син Филип се такође бави кошарком.

## Награде

### Друге награде
- 2002: Награда Браћа Карић

## Успеси

### Клупски
- Партизан:
  - Евролига (1): 1991/92.
  - Првенство Југославије (1): 1991/92.
  - Куп Југославије (1): 1992.
  - Првенство СР Југославије (1): 1994/95.
  - Куп СР Југославије (2): 1994, 1995.
- Бенетон Тревизо:
  - Првенство Италије (1): 1996/97.
  - Суперкуп Италије (1): 1997.
  - Сапорта куп (1): 1998/99.
- Панатинаикос:
  - Евролига (1): 1999/00.
  - Првенство Грчке (2): 1999/00, 2000/01.

### Појединачни
- Најкориснији играч Ф4 турнира Евролиге (1): 2000.
- Најкориснији играч Првенства Грчке (1): 1999/00.
- Најкориснији играч Купа Грчке (1): 2000.
- Идеални тим новајлија НБА — друга постава: 2001/02.

### Репрезентативни
- Европско првенство:  1995.
- Летње олимпијске игре:  1996.
- Европско првенство:  1997.
- Светско првенство:  1998.